# Scraptia ophthalmica
Scraptia ophthalmica là một loài bọ cánh cứng trong họ Scraptiidae. Loài này được Mulsant miêu tả khoa học năm 1856.